# Vickers Vildebeest
Виккерс Вайлдебист (англ. Vickers Vildebeest) — британский одномоторный торпедоносец-бомбардировщик, цельнометаллический биплан с неубирающимся шасси. Во время Второй мировой войны использовался в боях с японскими войсками до весны 1942 года.

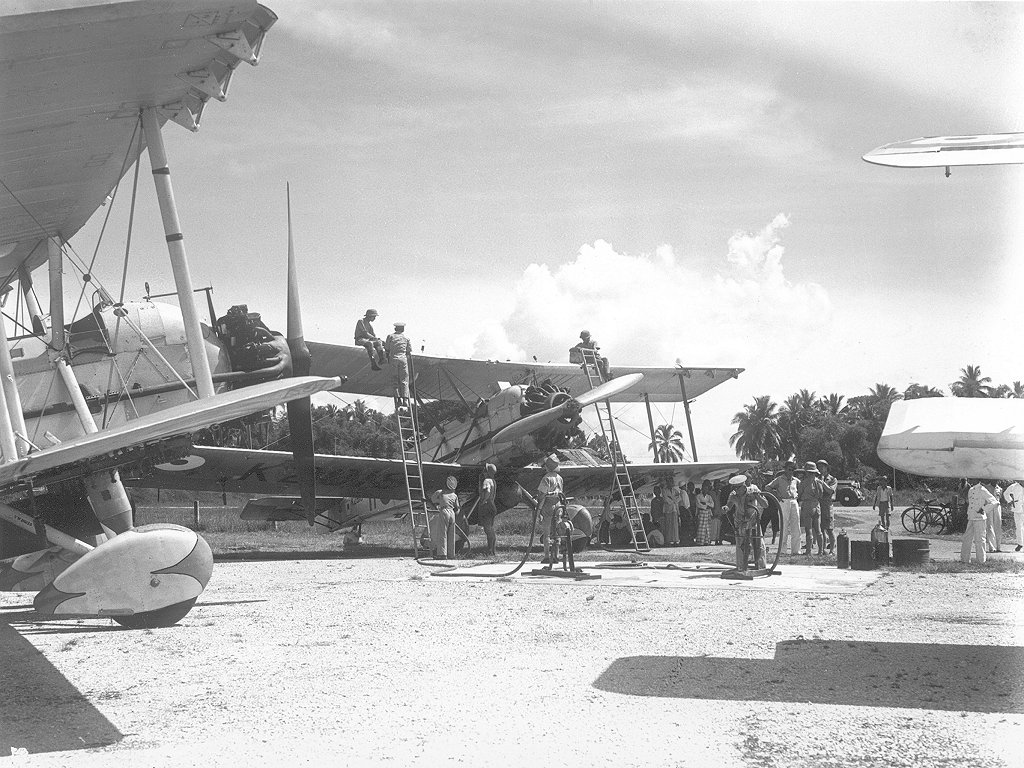
Самолеты Виккерс Вайлдебист в Малайзии

## Тактико-технические характеристики
Характеристики соответствуют модификации Vildebeest III.
Технические характеристики
- Экипаж: 3 (пилот, штурман, наблюдатель)
- Длина: 11,18 м
- Размах крыла: 14,94 м
- Высота: 4,47 м
- Площадь крыла: 68 м²
- Масса пустого: 2 165 кг
- Нормальная взлётная масса: 3 856 кг
- Силовая установка: 1 × радиальный Bristol Pegasus II-M3
- Мощность двигателей: 1 × 635 л.с. (1 × 474 кВт)

Лётные характеристики
- Максимальная скорость: 230 км/ч
- Практическая дальность: 1 014 км
- Практический потолок: 5 182 м
- Скороподъёмность: 3,2 м/с
- Нагрузка на крыло: 57 кг/м²
- Тяговооружённость: 120 Вт/кг

Вооружение
- Стрелково-пушечное:  
  - 1× 7,7-мм пулемёт Виккерс
  - 1× 7,7-мм пулемёт Льюис в задней кабине
- Боевая нагрузка: 454 кг бомб или
  - 1× 457-мм торпеда

## Эксплуатанты
Великобритания
- Королевские ВВС Великобритании: эскадрильи 5, 7, 8, 22, 27, 28, 31, 36, 42, 45, 47, 55, 84, 100, 207, 223, 244, 273 и звено 1430 (Vildebeest в 7-й, 22-й, 36-й, 42-й, 100й и 273-й, в остальных Vincent.

 Новая Зеландия
- ВВС Новой Зеландии: эскадрильи 1, 2, 3, 4, 5, 6, 7, 8, 22, 30, 42.

 Вторая Испанская Республика
- ВВС республиканского флота

 Королевство Ирак
- Королевские ВВС Ирака – 6 Vickers Vincent подарены в 1940 году, из них 5 в рабочем состоянии[1], входили во 2-ю эскадрилью[2].